# Rende Calcio 2005-2006
Questa voce raccoglie le informazioni riguardanti il Rende Calcio nelle competizioni ufficiali della stagione 2005-2006.

## Rosa
| N. |                   | Ruolo | Calciatore          |
| -- | ----------------- | ----- | ------------------- |
|    | Italia (bandiera) | C     | Mario Alfieri       |
|    | Italia (bandiera) | C     | Luca Altomare       |
|    | Italia (bandiera) | P     | Stefano Ambrosi     |
|    | Italia (bandiera) | D     | Calisto Bacilieri   |
|    | Italia (bandiera) | C     | Giuseppe Benincasa  |
|    | Italia (bandiera) | D     | Alessandro Bernardi |
|    | Italia (bandiera) | D     | Enrico Braca        |
|    | Italia (bandiera) | A     | Francesco Covelli   |
|    | Italia (bandiera) | A     | Antonio Criniti     |
|    | Italia (bandiera) | C     | Demetrio D'Agostino |
|    | Italia (bandiera) | D     | Ettore David        |
|    | Italia (bandiera) | C     | Domenico Fabio      |
|    | Italia (bandiera) | A     | Alessio Galantucci  |

| N. |                   | Ruolo | Calciatore             |
| -- | ----------------- | ----- | ---------------------- |
|    | Italia (bandiera) | A     | Marco Maniero          |
|    | Italia (bandiera) | D     | Giovanni Montano       |
|    | Italia (bandiera) | D     | Massimo Morelli        |
|    | Italia (bandiera) | C     | Ivan Moschella         |
|    | Italia (bandiera) | A     | Roberto Novello        |
|    | Italia (bandiera) | C     | Roberto Occhiuzzi      |
|    | Italia (bandiera) | C     | Giovanbattista Orlando |
|    | Italia (bandiera) | A     | Francesco Petrucci     |
|    | Italia (bandiera) | C     | Alessandro Riolo       |
|    | Italia (bandiera) | C     | Marco Scarnato         |
|    | Italia (bandiera) | A     | Bruno Trocini          |
|    | Italia (bandiera) | P     | Francesco Vitale       |